# Aïssata Kane
Aïssata Kane, född 1938, död 2019, var en mauretansk politiker (Parti du peuple mauritanien, PPM) och kvinnorättsaktivist. Hon var minister för familje- och sociala frågor 1975-1978. Hon bildade Mauretaniens första kvinnoorganisation, och blev landets första kvinnliga minister. 
Kane bildade 1961 den första kvinnoorganisationen i Mauretanien, Union Nationale des Femmes de Mauritanie (UNFM), för att försvara kvinnors rätt till utbildning, något som ifrågasattes i det muslimska landet. UNFM integrerades i partiet PPM under namnet Mouvement National Féminin (MNF), och Kane gjorde sedan karriär inom detta parti. 
När PPM bildade regering 1975 invaldes de första två kvinnorna i parlamentet, och Aïssata Kane utnämndes 1975 till minister för familje- och sociala frågor. Hon var Mauretaniens första kvinnliga minister. 